# 광주 서구의 향토문화유산
광주 서구의 향토문화유산은 「문화재보호법」또는「광주광역시 문화재 보호 조례」에 따라 문화재로 지정되지 않은 광주광역시 서구(이하 “구”라 한다)의 향토적인 문화유산으로서 문화·역사·예술·학술상 가치가 있는 것과 이에 준하는 유·무형의 유산 또는 자료를 말한다. 

## 참고 문헌
- 광주 서구 홈페이지 - 고시/공고